# 隆化戰役
隆化戰役是1947年5月与1948年5月，东北民主联军两次进攻热河省隆化县城中华民国国军的战斗。

## 第一次隆化戰役
1946年初国军3个军进入热河，1946年8月26日占领承德，8月31日占领隆化。
1947年5月，东北民主联军发动夏季攻势。东北民主联军总部要求冀察热辽军区将下属部队集中为野战部队，开展大部队作战，以牵制位于承德、热西的国军第十三军和赤峰、热东、热辽的第九十三军，不让其东调辽西、南满战场。为此，冀察热辽军区成立了以程子华为首的前方作战指挥部，集中了冀察热辽军区第5、13、16、17、18旅和骑兵旅，开始发动夏季攻势。前线指挥部决定首先围歼在围场被孤立起来的第十三军第4师第10团第3营和当地保安队。5月15日，冀察热辽军区第13旅激战一天后歼灭围场县城守军，围场县各股溃匪结伙向北逃跑，制造了柴胡栏子事件。前方指挥部命令冀察热辽第17旅乘势夺取隆化县城。
- 第17旅：旅长周仁杰 政委谢镗忠 副师长吴瑞山 参谋长宋映真 政治部主任李直
  - 第49团 团长王星 政委李济宗。前身是八路军第一一五师独立团第一营、陕甘宁教导二旅第一团第一营。
  - 第50团 团长王建国 政委刘雪初。前身是冀中第18团
  - 第51团：刚刚组建，未参加第一次隆化战斗。
  - 17旅配属的炮兵营只有几门日式山炮和平射炮，炮弹仅有36发。

第十三军第4师第10团团部、第一营、第二营驻守隆化（第10团副团长带第三营刚刚在围场县城被歼）。城西苔山为全城制高点；伊逊河在城区和苔山之间流过；城北、东为山地和丘陵；城南为开阔地；城内无高大建筑物，多为砖瓦土坯平房。隆化中学位于隆化城西北，西邻伊逊河，三面为开阔地。第10团以一个营驻守隆化中学，团部和另一个营配属团属迫击炮连驻守苔山主阵地，地主保安队驻守城区。
1947年5月19日黄昏时分，冀察热辽独立第17旅占领了隆化东南、东北的进攻出发阵地。5月20日零点开始总攻，第49团迅速占领了东山和城东南保安队前沿阵地，至黎明打垮了保安队突入隆化城内，在随后半天的白昼战斗中夺取了一半城区。城区内的冀察热辽部队遭到苔山守军炮火的覆盖杀伤，只能进入居民房舍中钻墙打洞隐蔽推进。5月21日夜，17旅几乎占领了全部隆化城区。5月22日上午，第16旅第47团奉命援助第17旅。5月22日夜，3个团同时发动总攻苔山未取得效果。5月23日，冀察热辽军区前指参谋长黄志勇到一线察看，决定把16旅剩下2个团调来从苔山西侧进攻，与17旅攻西夹击苔山守军。5月24日凌晨，第17旅第三次总攻，遭到隆化中学和苔山守军两面火力夹击，伤亡很大；而苔山西面的16旅又未准时发起进攻，战斗再次失利。5月24日白天，前指副指挥黄永胜也到前线观察。5月24日晚，程子华召集开会，征求意见，最后决定再调第5旅第13团参战，由黄永胜亲自指挥攻击。5月25日夜、5月28日，动了第四、第五次进攻，16旅对苔山南半部攻击；17旅从城区进攻，5旅13团从城北进攻隆化中学，第一连在5月26日夜晚一度攻进隆化中学，因后续部队不能及时跟进，突破口被守军封锁，突击队在27日白天弹尽粮绝损失。5月29日夜，发动了最后一次攻击也没有结果。冀察热辽军区前指令各旅撤离隆化，赶往赤峰截击难逃的第九十三军暂编第21师。隆化战斗结束。
这次战斗，毙伤守军500余人，俘敌200余人。冀察热辽部队伤亡2500余人。

## 第二次隆化戰役
1948年5月，为配合华北野战军第二兵团出击平古路、冀东，牵制承德的第十三军，东北人民解放军第十一纵队（司令员贺晋年、政治委员陈仁麒）配属冀察热辽军区独立第6师、冀察热辽炮兵旅（榴炮7门，山炮21门）奉命进攻隆化城。
隆化城守军为第十三军第89师第265团（团长汤池，欠第一营）及师属工兵连、战防炮连和保安团，共计2000人。城西的苔山为防御重点，265团团长汤池带领团部、第三营、战防炮连（战防炮4门）和迫击炮连驻守苔山主阵地；第二营驻守隆化中学，是隆化城内核心据点；工兵连和保安团在隆化城区东南碉堡群，为一线防守兵力。共军国军兵力对比为十三比一。
1948年5月8日第十一纵队从朝阳地区宁城县西进。5月16日取得承德城北象鼻子山战斗胜利。5月18日对隆化城实施分割、包围。第十三军军长石觉电示守军指挥官“巩固部队本身之立足点为兵力部署之第一要义”，"基本要旨在任何情况下隆化应以确保苔山、龙头山及隆化中学诸要点。”第十一纵队用六天时间修筑交通壕战壕近迫作业。
5月25日凌晨4时28分，第十一纵队向隆化城发起炮火准备，首发命中苔山顶峰塔状碉堡。30分钟炮火准备后，5时整总攻：
- 第31师：师长欧致富，政委谢镗忠。在冀察热辽军区炮兵旅配合下，在城西的西头营子，主攻隆化城西的苔山制高点。
  - 第91团尖刀一连和六连仅35分钟即夺取苔山769制高点。此战中，战士李万余使用爆破筒强行塞入枪眼炸毁地堡，1950年9月出席全国战斗英雄代表大会，后历任第163师师长、第55军副参谋长。
  - 第92团尖刀6连应沿苔山西坡进攻苔山南山。但南山守军以密集火力封锁西坡，92团突击部队被压制在山脊上动弹不得。第31师副师长兼第91团团长李荣顺（1917-1948，湖北省荆门县桥头村人）、第91团副团长王星亲率第91团第1、第3连支援，李荣顺被一颗子弹从左眼角射进，从右耳边穿出，当场牺牲。李荣顺遗体后安葬在华北军区烈士陵园，隆化县城内一条大街命名为“荣顺街”。
  - 第92、第93团从城西南向西山和龙头山守军展开攻击
- 第32师：师长李光辉。第94、96团为纵队预备队在城北监视。第95团配属给第33师。31师夺取苔山主峰、33师攻占镇区后，这两个团在城北投入战斗。
  - 94团从33师突破口迂回经过镇区到敌侧翼也没能完全清除城北所有的守军工事。隆化中学进攻战斗进行当中，苔山南侧的守军3门战防炮突然开炮导致第94团四连连长高兴贵以下30余人当场阵亡。
  - 第96团从隆化城东北展开进攻，没有任何炮火支援，突击部队只能靠人工爆破摧毁守军工事。经过20分钟连续爆破5个碉堡群。守军将主力收缩到隆化中学及其周围的各据点，固守待援。第96团向隆化中学攻击。第32师第96团第6连负责炸冲击路线上的暗河上的桥形碉堡。几个爆破组都倒在了冲击途中。六连指导员派遣董存瑞爆破组出击。接近途中，董存瑞爆破组的两名战士被机枪打中。董存瑞单人携15千克黄色炸药包运动到碉堡桥底下。下午15时30分，第94团、第96团的冲锋时间到了，桥型碉堡6挺重机枪把突击队牢牢压制住。董存瑞手托炸药包抵在桥型碉堡的底部拉火炸掉了这个火力点。在隆化中学歼敌130余人。
- 第33师：周仁杰（第十一纵副司令员兼）。第33师一部和第32师炮兵营（山炮4门）在城东南石灰窑沟一带，突破敌89师工兵连与地主武装据守的碉堡群。伺机攻城。并负责在城东南阻击可能援敌与逃窜之敌。
  - 第98团第一营未等炮火准备结束就擅自发起冲击，遭到炮火误伤。紧急情况下，33师指挥所被迫改变原定计划，急忙命令炮兵延伸射击。这时98团一营第一连已经连续进行了两次爆破，破坏了铁丝网。在继续爆破外壕的时候，守军开始火力封锁，爆破手牺牲，连队遭到重大伤亡，历尽千辛万苦才炸开一个缺口，尖刀连此时只剩下不到40人，依然迅猛发起进攻，仅用15分钟突入城区，在该营第二梯队配合下开始了巷战。
  - 5月26日凌晨3时，苔山南部龙头山残余守军突围南撤，被第33师第99团截歼大部，仅20余人逃往承德。
- 冀察热辽军区独立第6师自1948年3月组建后一直在承德的东郊、北郊围困守军第十三军。隆化战斗时，独立6师部署于高寺台地区，阻击由承德可能北援隆化之敌。

至5月26日凌晨3时，进攻隆化城结束，共歼守军第265团团部、2个营、1个工兵连1690人，其中毙103人，伤337人，俘1250人，缴获战防炮3门，机关炮3门，迫击炮5门，火箭炮5门，六零炮18门，掷弹筒2具，轻重机枪身12个，重机枪12挺，轻机枪54挺，步马枪466支，短枪24支，冲锋枪46支，枪榴弹4枚，刺刀109把，各种炮弹3000发，各种子弹375 410发，地雷40个，手榴弹5680枚，照明弹455发，电台4部，电话10部（内小总机1台），皮线20里，望远镜51架，马32匹。算上地主保安团队，共1900余人。
隆化战斗后,驻守承德市区的第十三军立即收缩外围据点兵力，以图固守承德。